# KK Mladost Zemun
El Košarkaški klub Mladost Zemun (en cirílico Кошаркашки клуб Младост Земун), conocido popularmente como KK Mladost, es un club de baloncesto con sede en Zemun, un municipio urbano de la ciudad de Belgrado. Fue fundado en 1954. Actualmente participa en la máxima categoría del baloncesto serbio, la Košarkaška Liga Srbije.

## Historia
El club de baloncesto Mladost se fundó en 1954, y ese mismo año ya organizó un torneo en una cancha improvisada en plena calle, con canastas prestadas. Sólo dos años más tarde, el equipo senior se proclamó campeón de la ciudad de Belgrado. Jugó en categorías inferiores y estuvo en varias ocasiones al borde de llegar a la élite, pero no fue hasta 2011 cuando ascendió al segundo nivel de la liga de Serbia, logrando finalmente el ascenso a la Košarkaška Liga Srbije, la primera división serbia, en la temporada 2014-15.

## Jugadores

### Jugadores históricos
- Stanislav Bizjak
- Renato Bizjak
- Velizar Lilić
- Stefan Balmazović
- Slobodan Dunđerski
- Stefan Pot
- Nikola Silađi
- Tomislav Vilaret
- Boris Bakić
- Andrija Bojić
- Aleksandar Mitrović